# Mitja Nikolić
Mitja Nikolić Smrdelj, slovenski košarkar, * 24. februar 1991, Postojna, Slovenija
Mitja je 200 cm visoki branilec ali nizko krilo, trenutna igra za ljubljansko Union Olimpijo.  

## Začetki
Košarkarško pot je začel v mlajših kategorijah na Kodeljevem. V sezoni 2007/2008 pa je bil tudi del mladinske ekipe Uniona Olimpije. 

## Klubska kariera
Igral je za ljubljanski KK Slovan in KK Zlatorog Laško. Trenutno je član Uniona Olimpije. 

## Reprezentanca
Po uspešnem nastopu za B reprezentanco slovenske košarkaške reprezentance v juniju 2015 (turnir na Kitajskem), se je prebil med kandidate za A reprezentanco. Jureta Zdovca je prepričal s svojo igro v obrambi in korektnem napadu, kar je zadostovalo za nastop na EP2015.

## Osebno
Je brat Alekseja Nikolića in sin Davida ter Jane Nikolić. Njegov oče je bil košarkar, ki je igral za Postojno, kasneje pa je bil tudi pomočnik selektorja Aleša Pipana v članski reprezentci (obdobje 2004-2006).  